# Рајан Џоунс
Рајан Џоунс (енгл. Ryan Jones; 13. март 1981) професионални је рагбиста и репрезентативац Велса, који тренутно игра за енглеског друголигаша Бристол. Један је од ретких велшких рагбиста који су чак 3 пута освојили Гренд слем. Као дечак тренирао је фудбал, бранио је као голман, па се пребацио на рагби. Најдуже је играо за Оспрејсе. Са Оспрејсима је 3 пута освојио келтску лигу. За репрезентацију Велса је дебитовао у тест мечу против ЈАР. Био је на списку 44 рагбиста британских и ирских лавова за турнеју на Новом Зеланду 2005. У јануару 2008, селектор Велса Ворен Гетланд га је изабрао за капитена Велса. Крајем 2008, био је у ужем избору за добијање награде, за најбољег рагбисту света, али награду је ипак освојио Шејн Вилијамс. Због повреде је пропустио турнеју британских и ирских лавова у Јужноафричкој Републици 2009. Предводио је као капитен "змајеве" до титуле првака купа шест нација 2012. Оженио је Алису, девојку коју је упознао на колеџу. Његов отац Стивен Џонс је полицајац.